# Carl-Henric Jaktlund
Carl-Henric Jaktlund, ursprungligen Karlsson, född 10 mars 1976 i Tibro i dåvarande Skaraborgs län, är en svensk journalist, bloggare och författare samt tidigare pastor. 
Tillsammans med artisten Michael Johnson höll han med start våren 2012 en föreställningsturné om att ta steget från barnatro till vuxentro. Föreställningen framfördes 35 gånger runt om i Sverige. 
Jaktlund arbetade mellan 2003 och 2017 på kristna dagstidningen Dagen, först som reporter och sedan som debattredaktör och ledarskribent. Han är bosatt i Falköping och är systerson till musikern och pastorn Anders Jaktlund. 
2017 avslutade han sin tjänst på Dagen för att börja som nationell ledare för Alpha Sverige som är den svenska grenen av det i England grundade Alpha som primärt är känd för Alphakursen - en grundkurs i kristen tro.
Mellan åren 2019 och 2022 var Carl-Henric, vid sidan om sin roll på Alpha Sverige, föreståndare i Pingstförsamlingen Falköping.